# 里希·卡浦爾
里希·卡浦爾（印地语：ऋषि कपूर，英语：Rishi Kapoor，1952年9月4日—2020年4月30日）是一位印度宝莱坞演员、电影制作人和导演。他是印度演员、导演拉兹·卡普尔的次子，与兄弟在孟买的冠军学校接受了教育。他的两个兄弟是蘭迪·卡浦爾和拉吉夫·卡普尔。
里希的电影处女作是其父执导的《我叫小丑》，饰演童年时的父亲。他首次出演主角是1973年的《Bobby》。
2018年他被診斷出患有白血病，並去了紐約市接受治療。經過一年多的成功治療，卡普爾於2019年9月26日返回印度。2020年4月29日，卡浦爾因呼吸困難而於被送往孟買的醫院。他於2020年4月30日早上因白血病逝世。